# Silvia Lăuneanu
Silvia Lăuneanu (n. 8 noiembrie 1975, Timișoara) este o cântăreață română. A făcut parte din trupa De La Vegas, alături de care a lansat  albumul „Care din noi”.
În anul 1998 îl intâlnește pe Daniel Robu (actualul partener de scenă) care, fascinat de talentul și frumusețea ei, îi propune o colaborare. Rezultatul a fost single-ul „Fata cu vioara”, un hit care a dominat toate topurile de specialitate din România, înregistrând un real succes și totodata intrarea artistei în aria muzicii pop-dance.
În  anul 2001 formația De La Vegas a lansat primul album solo vocal-instrumental „Posesiv”, al cărui producător muzical a fost același Daniel Robu.

## Solo
- Abrazzame